# Antoine Jean Blaise Laurent
Pour les articles homonymes, voir Laurent.
Antoine Jean Blaise Laurent est un conventionnel français né le 8 octobre 1737 à Bruyères (Vosges) et mort le 26 octobre 1799 à Espalais (Tarn-et-Garonne).

## Biographie
Il est fils de Philippe Laurent, régent à Bruyères, et d'Hélène Vaudechamp.
En 1790, Antoine Jean Blaise Laurent est juge de paix à Auvillar. Il est élu député de la Convention par le département de Lot-et-Garonne (le département de Tarn-et-Garonne, créé en 1808, intégrera le canton d'Auvillar). 
Il est élu député de la Convention par le département de Lot-et-Garonne.
Sous le Directoire, il est élu au Conseil des Anciens il y siège jusqu'en mai 1797. À cette date, il ne participe plus à la vie politique, il se retire à Auvillar où il meurt en 1799.